# صموئيل فورسيث
صموئيل فورسيث (بالإنجليزية: Samuel Forsyth)‏ هو عسكري نيوزيلندي، ولد في 3 أبريل 1891 في ويلينغتون في نيوزيلندا، وتوفي في 24 أغسطس 1918 في جريفيليرس في فرنسا.